# Igreja de Zemo Krikhi

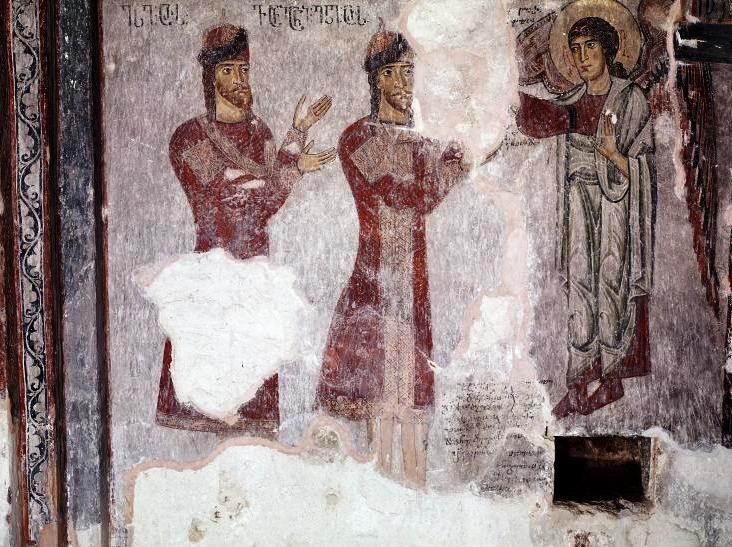
Um dos afrescos da igreja

A igreja do arcanjo de Zemo Krikhi (em georgiano:  ზემო კრიხის მთავარანგელოზის ეკლესია) é uma igreja ortodoxa do século X-XI, localizada no distrito de Ambrolauri, parte da região histórica e cultural de Racha, Geórgia. É uma igreja-salão, adornada com pedra esculpida, afrescos e inscrições georgianas medievais. Foi quase completamente destruída durante o terremoto de Racha em 1991 e reconstruída em 2009. É considerada um dos monumentos culturais da Geórgia.

## História
Com base em sua arquitetura, a igreja de Zemo Krikhi foi datada entre o final do século X ou o início do século XI. Foi mencionada pela primeira vez nas notas de viagem dos enviados russos Tolochanov e Yevlyev, que viajaram pelo oeste da Geórgia na década de 1650. A igreja desmoronou durante o terremoto que sacudiu Racha em 29 de abril de 1991. Foi reconstruída em 2009.

## Arquitetura
Zemo Krikhi, 13,4 x 5,7 m, é uma igreja-salão com uma abside no leste. A abside tem um exterior pentagonal e interior semicircular. Para o sul e oeste, a igreja tem anexos, aparentemente áreas especiais para mulheres (sakalebo). A parede oeste e seu anexo correspondente foram remodelados em 1884. As paredes da igreja são ricamente decoradas com pedras esculpidas ornamentais. A fachada tem uma dúzia de inscrições nos alfabetos georgianos medievais Asomtavruli e Nuskhuri, datadas paleograficamente no século XI. O interior é decorado com afrescos datados de meados do século XI. As pinturas retratam cenas bíblicas, retratos de vários santos, clero e outras representações.